# 14-а армия (Вермахт)
14-а армия (на немски: 14. Armee) е една от многобройните армии на Вермахта по време на Втората световна война
Създадена на 1 август 1939 г., командвана е от генерал Вилхелм Лист (по-късно издигнат до чин фелдмаршал). Активно воюва в Полша до края на Полската кампания, както и в отбраната на Италия през 1943 г., когато нейният щаб бил сформиран с помощта на щабния персонал на Група армии „Б“, който по-късно бил премахнат, когато Алберт Кеселринг получава командването на всички войници от Оста. 14-а армия първоначално е отговорна за отбраната на Рим, както и за всички десантни операции на съюзниците, които могат силно да застрашат гърба на 10-а армия, която воюва при защитната линия на юг от Рим. Тя се изправила пред съюзнически земноводни десанти в Анцио през януари 1944 г. и след военния пробив на съюзниците през май на същата година тя активно взима участие в борбата за отстъплението при Готската линия. Германските войски в Италия се предават на 2 май 1945 г. след започването на големия пробив по време на Лятната офанзива.

## Командири
- Генерал Вилхелм Лист (1 август 1939 – 13 октомври 1939)
- Генерал Еберхард фон Макензен (5 ноември 1943 – 4 юни 1944)
- Генерал Йоахим Лемелсен (5 юни 1945 – 2 май 1945)